# Micronycteris microtis
Micronycteris microtis е вид прилеп от семейство Американски листоноси прилепи (Phyllostomidae). Видът не е застрашен от изчезване.

## Разпространение и местообитание
Разпространен е в Белиз, Боливия, Бразилия, Венецуела, Гватемала, Гвиана, Колумбия, Коста Рика, Мексико, Никарагуа, Панама, Салвадор, Френска Гвиана и Хондурас.
Обитава гористи местности и пещери.

## Описание
Популацията на вида е стабилна.